# Боско Сант'Елја (Авелино)
Боско Сант'Елја је насеље у Италији у округу Авелино, региону Кампанија.
Према процени из 2011. у насељу је живело 31 становника. Насеље се налази на надморској висини од 540 м.